# Armadillidium lymberakisi
Armadillidium lymberakisi är en kräftdjursart som beskrevs av Schmalfuss, Paragamian och Sfenthourakis 2004. Armadillidium lymberakisi ingår i släktet Armadillidium och familjen klotgråsuggor. Inga underarter finns listade i Catalogue of Life.